# Перші шість фрегатів ВМС США
Перші шість фрегатів ВМС США (англ. Original six frigates of the United States Navy) — група американських дерев'яних трищоглових фрегатів «Конститьюшн», «Чесапік», «Констеллейшн», «Президент», «Юнайтед Стейтс» та «Конгрес», перших кораблів в історії флоту США. Кораблі були спроєктовані як важкі фрегати — довші та швидші за звичайні фрегати того часу, здатні протистояти будь-яким кораблям їх розміру та достатньо швидкі, щоб ухилитися від більших лінійних кораблів. Інноваційний дизайн кораблів із застосуванням діагональних скріплень дозволив американським кораблебудівникам будувати довші та швидші фрегати, ніж це вважалося раніше. Шість фрегатів також значно перевищили бюджет і були поставлені пізніше, ніж очікувалося.
27 березня 1794 року Конгрес США Морським законом 1794 року дозволив будівництво перших шести фрегатів ВМС США загальною вартістю 688 888,82 доларів США (еквівалентно 12 583 000 доларів США у 2021 році). Ці кораблі були побудовані в роки становлення ВМС Сполучених Штатів за рекомендацією конструктора Джошуа Хамфріса для створення першого флоту фрегатів. Кораблі достойно протистояли Королівському флоту Британії в ході війни на морі.

## Історія
Після війни за незалежність США через великі борги змушені були розпустити Континентальний флот, а в серпні 1785 року, не маючи коштів на ремонт кораблів, продали свій останній військовий корабель, «Альянс». Але майже одночасно почалися проблеми в Середземному морі, коли Алжир захопив два американських торговельних судна та затримав їхні екіпажі, вимагаючи викуп. Міністр Франції Томас Джефферсон запропонував створити власні військово-морські сили для захисту американського судноплавства в Середземному морі, але його рекомендації спочатку були сприйняті байдуже, як і рекомендації Джона Джея, який запропонував побудувати п'ять 40-гарматних військових кораблів. Незабаром після цього Португалія почала блокувати алжирським кораблям доступ до Атлантичного океану, забезпечуючи таким чином тимчасовий захист американських торговельних суден.
Піратство проти американського торговельного судноплавства не було проблемою, коли до революції 13 колоній перебували під захистом Британської імперії, але після війни за незалежність «Варварські держави» Алжиру, Триполі та Тунісу відчули, що можуть безкарно переслідувати американські торговельні судна. Крім того, коли почалася Французька революція, Британія та Франція почали блокувати американські торгові судна, підозрювані в торгівлі з іншими недружніми державами. Не маючи належного флоту, американський уряд мало що міг зробити для запобігання таким захопленням.
Створення власних військово-морських сил роками було темою дебатів у новій американській республіці. Противники стверджували, що будівництво військово-морського флоту призведе лише до створення департаменту військово-морського флоту та штабу, який би ним керував. Це в подальшому призведе до збільшення асигнувань коштів, які зрештою вийдуть з-під контролю, породивши «суб'єкт, що самогодується». Ті, хто виступав проти флоту, вважали, що сплата данини варварським державам і економічні санкції проти Великої Британії були кращою альтернативою.
У 1793 році Португалія уклала мирну угоду з Алжиром, припинивши блокаду Середземного моря, таким чином дозволивши алжирським кораблям повернутися в Атлантичний океан. Наприкінці року було захоплено одинадцять американських торговельних суден. Це, у поєднанні з діями Британії, нарешті змусило президента Вашингтона звернутися до Конгресу з проханням дозволити створення військово-морського флоту.
2 січня 1794 року з невеликою перевагою в 46–44 Палата представників проголосувала за дозвіл будівництва військово-морського флоту та сформувала комітет для визначення розміру, вартості та типу кораблів, які будуть будуватися. Військовий міністр Генрі Нокс подав комітету пропозиції щодо дизайну та вартості військових кораблів. Щоб заспокоїти сильну опозицію щодо майбутнього законопроєкту, федералістська партія включила в законопроєкт пункт, за яким в разі досягнення мирної угоди з Алжиром подальше будівництво кораблів буде негайно припинене.
Законопроєкт був представлений Палаті представників 10 березня і прийнятий як Морський акт 1794 року з перевагою 50–39 голосів і без заперечень у Сенаті 19 березня. Президент Вашингтон підписав Акт 27 березня. Він передбачав придбання, купівлею тим чи іншим способом, чотирьох кораблів, які мали б по 44 гармати кожен, і двох кораблів, які б мали по 36 гармат. Він також передбачав оплату праці та засоби до утримання морських офіцерів, матросів і підрозділу морської піхоти, а також вказував, як кожен корабель повинен бути укомплектований екіпажем, щоб керувати ним. Закон виділив $688 888,82 (еквівалент $12 583 000 у 2021 році) для початку робіт.

### Список фрегатів
| Назва            | Озброєння  | Прізвисько       | Зображення | Верф        | Конструктор та корабел | Керівник        | Закладено        | Спущено        | Введено в дію  | Доля                                                 | Прим. |
| ---------------- | ---------- | ---------------- | ---------- | ----------- | ---------------------- | --------------- | ---------------- | -------------- | -------------- | ---------------------------------------------------- | ----- |
| «Юнайтед Стейтс» | 44 гармати | Old Wagon        |            | Філадельфія | Джошуа Хамфріс         | Джон Баррі      | 1795             | 10 травня 1797 | 11 липня 1797  | Розібраний у грудні 1865 року                        | [ 1 ] |
| «Констеллейшн»   | 36 гармат  | Yankee Racehorse |            | Балтимор    | Девід Стоддер          | Томас Тракстон  |                  | 7 вересня 1797 | 26 червня 1798 | Розібраний у 1853 році                               | [ 1 ] |
| «Конститьюшн»    | 44 гармати | Old Ironsides    |            | Бостон      | Джордж Клеггорн        | Самуїл Ніколсон | 1 листопада 1794 | 21 жовтня 1797 | 22 липня 1798  | Корабель-музей                                       | [ 1 ] |
| «Конгрес»        | 36 гармат  |                  |            | Портсмут    | Джеймс Хакетт          | Джеймс Север    | 1795             | 15 серпня 1799 | 8 січня 1800   |                                                      | [ 1 ] |
| «Чесапик»        | 44 гармати |                  |            | Норфолк     | Джошуа Фокс            | Річард Дейл     | грудень 1795     | 2 грудня 1799  | 22 травня 1800 | Захоплений 1 червня 1813 року і знищений у 1819 році | [ 1 ] |
| «Президент»      | 44 гармати |                  |            | Нью-Йорк    | Крістіан Берг          | Сайлас Телбот   | 1798             | 10 квітня 1800 | 5 серпня 1800  | Захоплений 15 січня 1815 року і знищений у 1818 році | [ 2 ] |